# Escudo del Campo de Gibraltar
El escudo del Campo de Gibraltar es el símbolo representativo de la comarca española del Campo de Gibraltar tras su elaboración y posterior aprobación en agosto de 2017 por parte de la Mancomunidad de Municipios del Campo de Gibraltar y a la espera de su inclusión en el Registro de entidades locales de la Junta de Andalucía. 
El blasón creado por la comisión perteneciente al Instituto de Estudios Campogibraltareños tiene como base el escudo de armas de la ciudad de Gibraltar concedido por Isabel I de Castilla tras la toma de la ciudad en 1502. Sus elementos principales, el castillo, la llave y los colores hacen referencia a la condición de frontera que la región ha tenido a lo largo de su historia. El lema que adorna el escudo manifiesta los lazos históricos y geográficos que unen a los siete municipios que forman la comarca.

## Historia

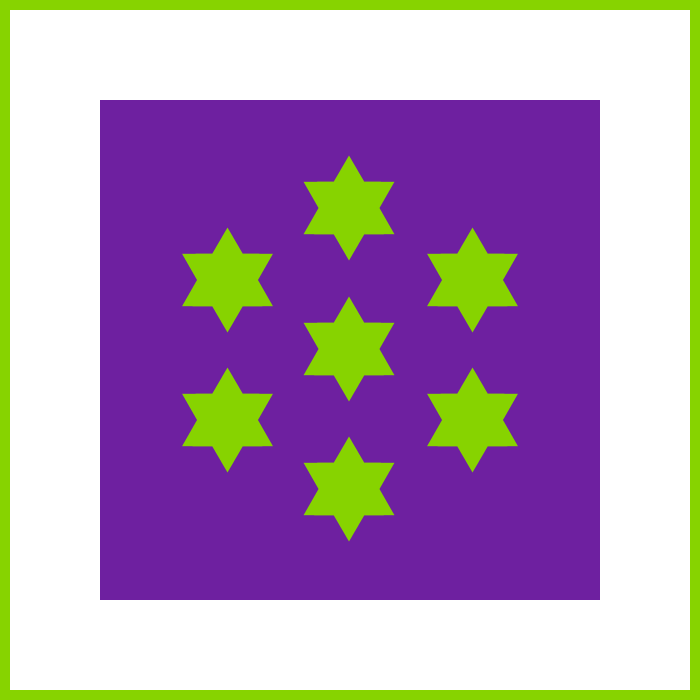
Logotipo comarcal utilizado desde 1985 a 2017.

La Mancomunidad de municipios del Campo de Gibraltar fue creada en 1985 con el objetivo de gestionar diversos servicios en las poblaciones de Tarifa, Jimena de la Frontera, Castellar de la Frontera, San Roque, Los Barrios, Algeciras y La Línea de la Concepción. Desde su inicio esta institución utilizó un logotipo creado por Rafael García Vadivia formado por siete estrellas de color verde sobre un fondo violeta que representaban a los municipios que componen la comarca del Campo de Gibraltar. A finales del año 2014 la Mancomunidad de municipios encargó al Instituto de Estudios Campogibraltareños, su sección dedicada a la difusión cultural, la redacción de un blasón que pudiera identificar tanto a la Mancomunidad como a la comarca.
En octubre de 2015 la comisión formada por el director del Instituto de Estudios Campogibraltareños, Ángel J. Sáez Rodríguez e integrada por José Manuel Algarbani Rodríguez, Tito M. Benady, Luis Alberto Del Castillo Navarro, Rafael García Valdivia, José Luis Gómez Barceló, Carlos Gómez de Avellaneda Sabio, Félix Martínez Llorente, Clotilde Medina Morillas, Mario L. Ocaña Torres, José Regueira Ramos y Antonio Torremocha Silva presentó el nuevo blasón y bandera en la representación gráfica de Paco Periane.
El proyecto fue aprobado por unanimidad por la Junta de Comarca el 12 de junio de 2017 y publicado en el Boletín Oficial de la Junta de Andalucía el 31 de agosto del mismo año como paso previo a su institucionalización. Al ser considerada la mancomunidad una entidad local puede acogerse a la Ley 6/2003 de 9 de octubre de Símbolos, Tratamientos y Registro de las Entidades Locales de Andalucía para adoptar aquellos símbolos que la representen en actos oficiales.

## Escudo
El escudo del Campo de Gibraltar se describe de la siguiente forma:

«Escudo de forma española. De plata, castillo de gules, de tres donjones, más alto el central, almenado, aclarado de sable, con una llave de oro colgante de su puerta central mediante cordón y eslabón de lo mismo, puesta en palo, con la paleta o calve a la diestra, brochante sobre la campaña. Rodeando el castillo, desde el cantón diestro al siniestro del jefe, puestas en semicírculo, siete estrellas de seis puntas de sinople. Campaña cortada de sinople y púrpura. Bordura de oro cargada de la divisa o leyenda en sable PRO GEOGRAPHIA, HISTORIA ET VOLUNTATE CONIVNCTI (Por la Geografía, la Historia y la voluntad, unidos). Al timbre, Corona Real de España.»

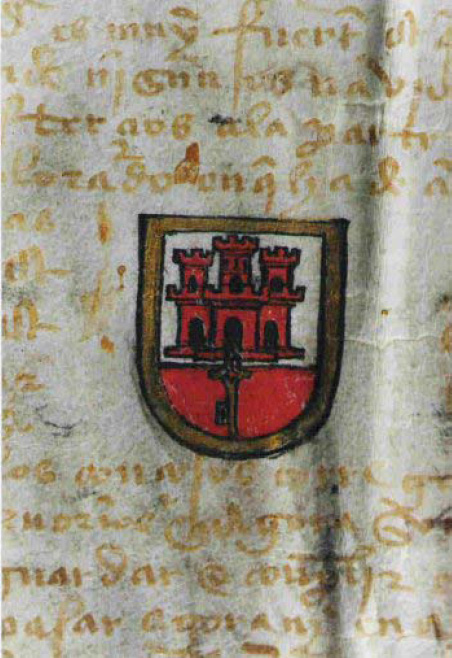
Escudo de Gibraltar.

El escudo descrito es inédito y creado ex profeso por la comisión del Instituto de Estudios Campogibraltareños con elementos seleccionados para ser comunes al mayor número de municipios posible. Así la base simbólica del blasón es el escudo de armas de la ciudad de Gibraltar concedido por Isabel I de Castilla en 1502, un castillo triple de gules con una llave de oro pendente, debido a la fuerte relación histórica que esta comarca tiene con la vecina ciudad británica.
Tres de las poblaciones comarcales, Algeciras, San Roque y Los Barrios deben su historia reciente al éxodo de población que tras la Toma de Gibraltar de 1704 se asentó en su término municipal. Estas tres poblaciones se consideran herederas de los títulos de la vecina Gibraltar como Gibraltar en su Campo y tienen o han tenido blasones similares a los de ésta. La ciudad de La Línea de la Concepción debe su origen a la frontera establecida a partir de la toma de Gibraltar denominada Línea de contravalación de Gibraltar y posee en su escudo una representación del castillo de Santa Bárbara edificado allí. El resto de localidades comarcales, Jimena y Castellar de la Frontera y Tarifa poseen también un castillo en su escudo al haber sido parte de la frontera de los reinos de Castilla y Granada durante los siglos XIII, XIV y XV. La llave de oro pendente del castillo representa la posición de la comarca como llave de España o llave del Estrecho y es común al escudo de Gibraltar (y hoy al de San Roque y Los Barrios) y a Tarifa.
Las siete estrellas de seis puntas que rodean el castillo representan, como en el anterior logotipo, a las poblaciones del Campo en su día.  A los pies del castillo se sitúan los colores comarcales, sinople y púrpura utilizados también en el logotipo. Ambos colores simbolizan la condición de frontera de la zona durante la Edad Media de modo que el púrpura representa el color de los pendones de Castilla y el sinople a los reinos musulmanes. La bordadura del escudo está ocupada por la leyenda en latín «Pro geographia, historia et voluntate conivncti» (Por la Geografía, la Historia y la voluntad, unidos)  como lema comarcal.

## Bandera

Junto al proyecto de escudo se definió también la bandera representativa de la comarca y de su mancomunidad.
De este modo la bandera del Campo de Gibraltar tiene una longitud igual a 3/2 de su anchura con el escudo situado en el centro del lienzo a una altura igual a 2/5 la altura del paño. 
La bandera utiliza los dos colores definidos en el escudo como representativos de la comarca, el verde en la mitad superior y el púrpura en la mitad inferior. Como en el escudo ambos colores representan el carácter fronterizo de la comarca durante la Edad Media de modo que el púrpura hace alusión a los colores del Reino de Castilla y el verde al de los diferentes reinos musulmanes de al-Ándalus.